# TurboGrafx-16

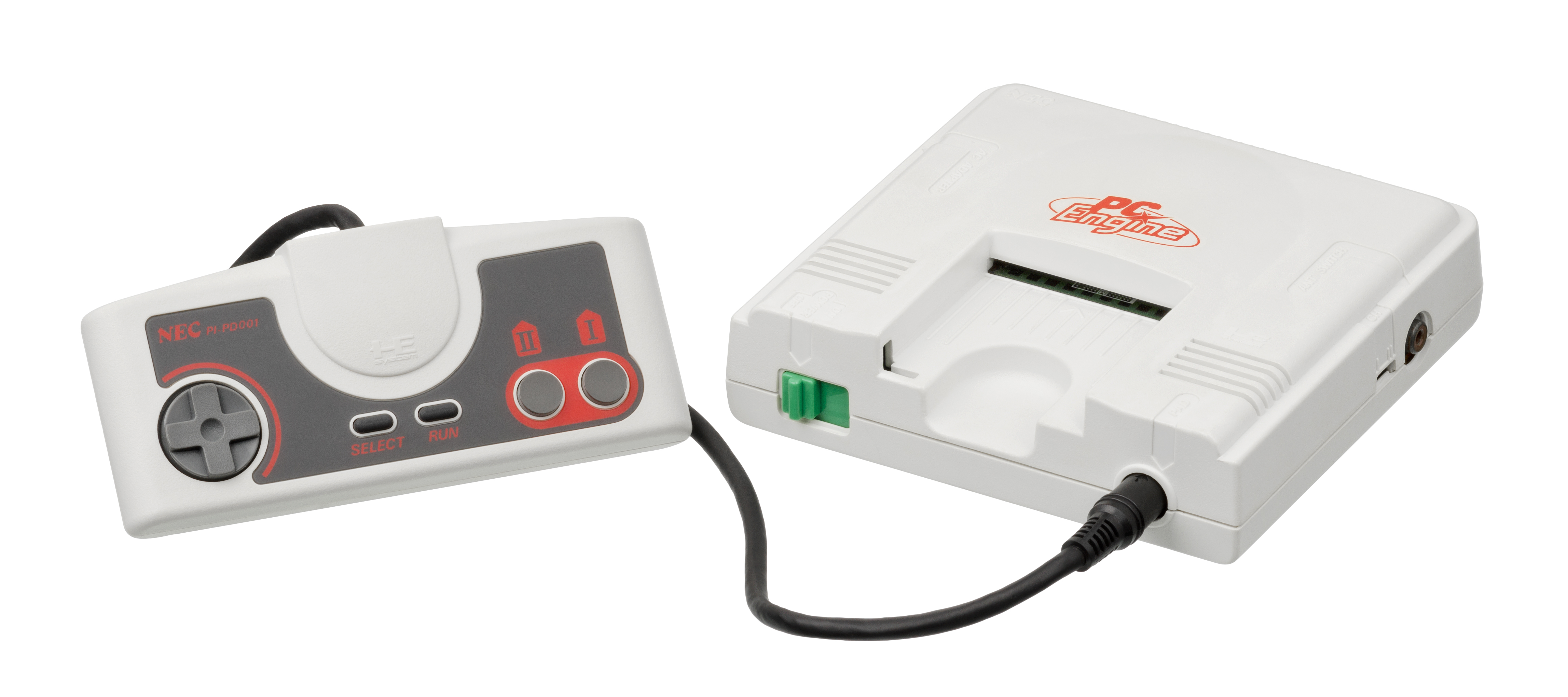

TurboGrafx-16,cunoscută ca PC Engine (PCエンジン, Hepburn: Pīshī Enjin) în Europa și SUA, este o consolă de jocuri video din a patra generație, cu design proiectat de Hudson Soft și vândută de NEC Home Electronics. Este prima consolă pe 16-bit din lume.
Are un CPU de 8 biți, un codator video de 16 biți și multe add-onuri ca Arcade Card și Super CD-ROM. GPU-urile afișează 482 de culori. Seria a fost desființată în 1994, fiind urmată de PC-FX.

## Modele lansate de-a lungul timpului
- CoreGrafx cu alt codator video si semnal A/V
- SuperGrafx cu spec-uri updatate
- Shuttle,un model mai ieftin pentru jucătorii mai mici
- TurboExpress,o consolă gen Game Boy care poate reda jocuri HuCard
- Duo,care sunt Turbografx-ul original si add-onul Super CD-Rom combinate într-o consolă gen Nintendo Entertainment System.

## Specificații avansate
TurboGrafx-16 are procesoare grafice de 16 biți la 7.6 MHz. Are 8 KB de RAM,64 KB de Video RAM,si Turbo Chips-urile (pin-uri conectate la CPU-urile integrale Hudson).

## Lansare
În Japonia,TurboGrafx-16 a avut un succes mare,și lăudat de numeroase reviste anii 80 și 90 ca ACE (care l-a numit bun pentru jocuri de curse) și IGN (ca a 13-a cea mai bună consolă de jocuri video din a patra generație din lume).